# Борзеа (Ређо Емилија)
Борзеа је насеље у Италији у округу Ређо Емилија, региону Емилија-Ромања.
Према процени из 2011. у насељу је живело 22 становника. Насеље се налази на надморској висини од 378 м.